# محطة نيروبي النهائية
محطة نيروبي النهائية هي محطة سكة حديد على خط مومباسا-نيروبي القياسي (SGR) تقع في سيوكيماو، جنوب نيروبي، عاصمة كينيا. تغادر المحطة ثلاثة قطارات ركاب يوميًا، قطار بين المقاطعات يتوقف في جميع المحطات، وقطاران سريعان يتجهان مباشرةً إلى محطة مومباسا النهائية.
تم بناء محطة نيروبي تيرمينوس بجوار محطة سيوكيماو الحالية، والتي تسمح للركاب بالانتقال من القطارات القياسية إلى القطارات ذات المقياس المتري للوصول إلى وسط مدينة نيروبي.